# Huautla, Guerrero
Huautla är en ort i Mexiko.   Den ligger i kommunen General Heliodoro Castillo och delstaten Guerrero, i den södra delen av landet, 200 km sydväst om huvudstaden Mexico City. Huautla ligger 518 meter över havet och antalet invånare är 646.
Terrängen runt Huautla är kuperad österut, men västerut är den bergig. Huautla ligger nere i en dal. Runt Huautla är det glesbefolkat, med 13 invånare per kvadratkilometer. Närmaste större samhälle är Tlacotepec, 14,8 km sydost om Huautla. I omgivningarna runt Huautla växer huvudsakligen savannskog.